# Sörviksjön
Sörviksjön är en sjö i Strömsunds kommun i Jämtland och ingår i Ångermanälvens huvudavrinningsområde. Sjön har en area på 5,75 kvadratkilometer och ligger 331 meter över havet. Sjön avvattnas av vattendraget Vikan (Vallån).

## Delavrinningsområde
Sörviksjön ingår i det delavrinningsområde (704834-150204) som SMHI kallar för Utloppet av Sörviksjön. Medelhöjden är 356 meter över havet och ytan är 15,43 kvadratkilometer. Räknas de 2 avrinningsområdena uppströms in blir den ackumulerade arean 67,35 kvadratkilometer. Vikan (Vallån) som avvattnar avrinningsområdet har biflödesordning 3, vilket innebär att vattnet flödar genom totalt 3 vattendrag innan det når havet efter 231 kilometer. Avrinningsområdet består mestadels av skog (53 procent). Avrinningsområdet har 5,75 kvadratkilometer vattenytor vilket ger det en sjöprocent på 37,2 procent.